# Gongylidiellum crassipes
Gongylidiellum crassipes är en spindelart som beskrevs av Denis 1952. Gongylidiellum crassipes ingår i släktet Gongylidiellum och familjen täckvävarspindlar.
Artens utbredningsområde är Rumänien. Inga underarter finns listade i Catalogue of Life.